# Emmanuel Mendy
Emmanuel Henry Gomis Mendy (Medina Gonauss, 30 de março de 1990) é um futebolista profissional senegalês naturalizado guineense e espanhol, que atua como defensor.

## Carreira
Emmanuel Mendy representou o elenco da Seleção Guineense de Futebol na Campeonato Africano das Nações de 2017.